# Air Alsace
Air Alsace è stata una compagnia aerea regionale con sede nell'Aeroporto Colmar-Houssen a Colmar, Francia.

## Storia
Société Air Alsace S.A. fu fondata il 15 agosto 1962 ed iniziò le attività con voli aero-taxi dall'aeroporto di Colmar, fino a quel momento piuttosto ignorato da aerolinee già in attività. Dopo varie valutazioni e con il sostegno della locale Camera di Commercio il 4 giugno 1974 furono inaugurati servizi passeggeri di linea, essenzialmente verso Parigi e Lione con biturbina Nord 262. I risultati furono incoraggianti e, alla fine dell'anno, entrarono in servizio due bireattori Aérospatiale "Corvette". Nel frattempo era iniziata una collaborazione con Air France per la gestione di alcune linee minori.

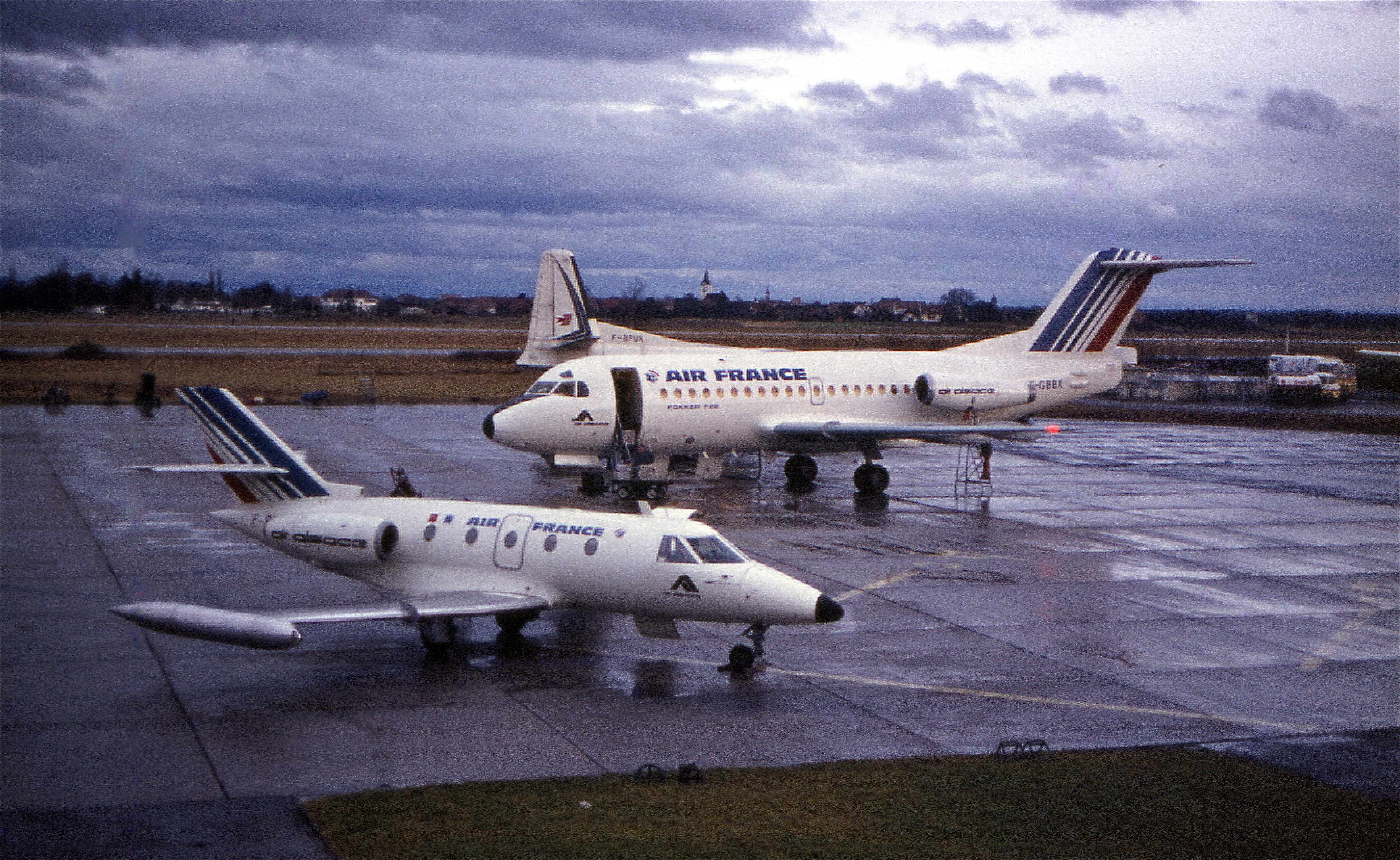
Un "Corvette" e un Fokker 28 nell'aeroporto di Strasburgo

Tra il 1975 e il 1976 furono inaugurate anche rotte per l'estero e fu completato l'assorbimento della piccola aerolinea Air Vosges. Nel 1977 la flotta incorporava il primo bireattore VFW 614 da 44 posti, una scelta che all'epoca qualcuno definì "azzardata". Seguirono poi altri velivoli più "collaudati" quali Fokker 27 e Fokker 28, in gran parte utilizzati per conto di Air France. Infatti la collaborazione con la maggiore aerolinea del paese aveva fruttato l'esercizio di importanti collegamenti con Amsterdam, Bruxelles, Colonia, Roma e Strasburgo. In seguito furono aggiunti voli per Londra-Gatwick e Milano.
La crescita della società non era sfuggita a Michel Marchais, manager che guidava la TAT-Touraine Air Transport. Dopo intensi negoziati Air Alsace ne divenne sussidiaria il 2 gennaio 1981. Ma nel corso dell'anno seguente, la compagnia fu totalmente integrata in TAT.

## Flotta
Nel corso degli anni di attività furono utilizzati i seguenti tipi di velivoli:
- Nord 262
- Aérospatiale SN-601 "Corvette" in cogestione parziale con Air France
- VFW 614 in cogestione parziale con Air France
- Fokker 27 in cogestione parziale con Air France
- Fokker 28 in cogestione parziale con Air France